# 横浜市立柏尾小学校
横浜市立柏尾小学校（よこはましりつ かしおしょうがっこう）は、神奈川県横浜市戸塚区柏尾町に所在する公立小学校。

## 概要
児童数は531名、学級数は21（平成23年4月5日現在）。

## 沿革

### 経緯
1966年に設置された横浜市立川上小学校柏尾分校を起源とする。分校設置後児童数は増加、1967年4月時点で児童数は569名（13学級）まで達した。1969年、川上小学校から独立する形で横浜市立柏尾小学校として開校した。

### 年表
- 1966年（昭和41年）7月 - 横浜市立川上小学校柏尾分校が設置される。
- 1969年（昭和44年）
  - 4月1日 - 横浜市立柏尾小学校として独立開校。
  - 6月30日 - 前身である川上南分校が川上小学校より移転。このことから6月30日を創立記念日とする。
- 1982年（昭和57年） - 給食優良校として表彰される。
- 1987年（昭和62年）4月1日 - 横浜市立舞岡小学校が分離開校。
- 1996年（平成8年） - 幼・保・小教育連携開発モデル校指定。

### 制服・体操着
- 1990年代まで

男子 白無地の襟付き半袖体操服に白の短パン。紅白帽子。白のハイソックスに運動靴。
女子 白無地の襟付き半袖体操服に濃紺無地のブルマー。紅白帽子。白のハイソックスに運動靴。

## 教育目標
- かがやくこころ
- しんじあうなかま
- おおきなきぼう

## 通学区域
- 横浜市戸塚区[2]
  - 柏尾町
  - 上柏尾町
  - 舞岡町の一部

## 進学先中学校
- 横浜市立舞岡中学校

## 周辺
- 周辺は主に住宅街である。県営柏陽台団地が位置する。
- 下永谷市民の森
- 山崎製パン横浜第一工場
- 横浜舞岡病院